# Таджетдин Ялчыгул
Таджетдин Ялчыгул (также известен как Таджетдин Ялчыгул аль-Булгари, или же аль-Башкурди, тат. Таҗетдин Ялчыгол; 1768—1838) — татарский и башкирский учёный-историк, писатель, педагог, поэт, мусульманский религиозный деятель, шейх Накшабандийского тариката, целитель.

## Биография
Родился в селе Чалпы (ныне село в Азнакаевском районе Республики Татарстан, где в здании Чалпинской средней школы в 2013 году установлена мемориальная доска в память о нём).
Согласно шежере, включенным им в работу «Булгариева история» («Таварих-и Булгария») они с отцом жили в деревне Курмаш-Йылга в междуречье Ая и Арши (предположительно на территории современной Челябинской области). Однако эта версия другими исследователями не воспринимается всерьез и считается не достоверной.
Шежере проливают свет и на происхождение Таджетдина Ялчыгула. В них он называет себя «булгарским иштяком» и указывает на свою принадлежность к башкирскому племени айле, роду тыныш. По имеющимся источникам удается установить примерный год его рождения — 1767 или 1768 год. В детстве Таджетдин много путешествует с отцом. Так, примерно в 1775—1776 году они покидают родные места, так как отец Таджетдина отправляется в хадж. Путешествие заняло много времени. С 1776 по 1781 год они находятся сначала в Астраханском крае, а затем в Дагестане. В 1781 году Таджетдин с отцом добираются до Османской Империи, где в городе Диярбакыре расстаются. Таджетдин остается проходить обучение у некого Абд-аш-Шукура Эфенди, а отец продолжает паломничество. Согласно рукописям в Диярбакыре Таджетдин проводит четырнадцать лет, однако Галяутдинов И. Г. указывает, что, очевидно, следует говорить не о четырнадцати, а о четырёх годах. После возвращения отца они ещё два года живут в Стамбуле, потом с караваном возвращаются в Астрахань, где живут до 1788 года. Согласно одному из сыновей Таджетдина, отец, находясь в Астрахани, учился в Белой Мечети. В 1788—1789 годах через Москву, Нижний Новгород, Казань отец и сын возвращаются в родной край, направляясь в Троицк. Однако при выезде из Казани отец заболевает и в деревне Урта Сюнь Мамадышского уезда умирает, завещая сыну оберегать его могилу, поселившись рядом, и заниматься обучением детей. Таджетдин выполнил завещание отца — остался рядом с отцовской могилой, преподавал, работал муллой, занимался врачеванием.
В 1789—1792 годах Таджетдин живёт в деревне Урта Сюнь (Сюнь) (ныне село Средняя Сунь Мамадышского района Республики Татарстан). С 1792 по 1799 год Таджетдин живёт в деревне Джерекле Мензелинского уезда Оренбургской губернии (ныне Каенлы Нижнекамского района Республики Татарстан), с 1799 по 1824 годах жил в деревне Кызыл Чапчак (ныне село Красная Кадка Нижнекамского района Республики Татарстан, с 1825 года и до последних дней жизни — в деревне Мелим (ныне село Верхний Налим Заинского района Республики Татарстан).
В 1838 году Таджетдин умер по пути к больному в деревне Имянлебаш (ныне село Имянлебаш Заинского района Республики Татарстан) и был похоронен в этом селе. Могила Таджетдина стала местом паломничества в регионе, а о нём самом утвердилась память как о влиятельном мусульманском святом. Могила сохранилась до наших дней и включена в Перечень объектов культурного наследия (памятников истории и культуры) местного (муниципального) значения, расположенных на территории Заинского муниципального района и города Заинска Республики Татарстан (Могила Таджеддина Ялчыгула — татарского просветителя, писателя, поэта и врача).

## Память
Мемориальная доска в родном селе Чалпы Азнакаевского района Республики Татарстан.
В 2015 году был установлен памятник в Заинске

## Основные труды

### Таварих-и Булгария
«Таварих-и Булгария» написана Таджетдином в 1805 году. Таджетдин при её создании использовал различные исторические сведения из «Чингизнаме», «Таварих-и даваир», «Фархангнама» и других. Исследователь произведения «Таварихи Булгария» Миркасым Усманов характеризует её как «фантастическая шаджара» — генеалогия предков автора от Адама до самого Таджетдина.

#### Упоминание Кул Гали в «Таварих-и Булгария»
Наиболее резонансный сюжет родословной — биография некоего Кул-Али упоминаемого в «Дафтар-и Чингиз-наме» как одного из четырёх билярских беков, казненных Аксак Тимуром. Ялчигул записывает этого персонажа в свою родословную, попутно сделав того правнуком булгарского Абдуллы-хан, автором поэмы «Кисса-и Юсуф» и современником монгольских завоеваний.

#### Упоминание Сократа и Александра Македонского в «Таварих-и Булгария»
В числе предков Таджетдин оказывается и Сократ. Согласно шежере, от Касур-шаха рождается Сократ-мудрец, который отправляется в Грецию (Йунан) и становится «хакимом» Александра Македонского (Искандара Румийского). Александр Македонский и Сократ отправляются «на север», где основывают город Булгар, а затем отправляются далее, в «Страну Мрака». При возвращении оттуда Сократ умирает. От брака Сократа с девушкой из Булгара у него рождается сын, Гофтар, который становится царем Булгара.

### Другие работы
Также он является автором книги «Послание Газизе» («Рисаля-и Газиза», 1795 год), пропагандирующей исламское право и мораль. В данной книге Аль-Башкорди дал комментарии и толкование на языке тюрки книге «Субат аль-Гажизин» узбекского поэта-суфия XVII века Аллаяра, туда также им были включены собственные стихи, там же описал различные музыкальные инструменты, которые использовались татарскими дервишами и в бытовой музыкальной практике татар в конце XVIII — начале XIX веков. Таджетдин составил и переписал множество древних книг, давал пояснения религиозным книгам «Кафият аль-касида» («Кафия касидаhы»), «Таалием эс-салат» («Тэглим-эс-салат»), «Шрут ас-салат» («Шорут-эс-салат»), обработал сборники рассказов «Госсам», «Фауаидуз-зиайя» («Фэуаидэз зияиэ»).

## Опубликованные труды
- Рисалаи Газиза. СПб., 1847.
- Рисәләи Гәзизә. Фи шәрх «Сөбател гаҗизин». Казан, 1908.
- Галяутдинов И. Г. «Тарих намаи булгар» Таджетдина Ялсыгулова. 2-е изд., перераб. и доп. — Уфа: Китап, 1998.